# هيلدا سيمس
هيلدا سيمس (بالإنجليزية: Hilda Simms)‏ هي ممثلة أمريكية، ولدت في 15 أبريل 1918 في منيابولس في الولايات المتحدة، وتوفيت في 6 فبراير 1994 في بوفالو في الولايات المتحدة بسبب سرطان البنكرياس.

## وصلات خارجية
- هيلدا سيمس على موقع IMDb (الإنجليزية)
- هيلدا سيمس على موقع قاعدة بيانات برودواي على الإنترنت (الإنجليزية)
- هيلدا سيمس على موقع قاعدة بيانات الفيلم (الإنجليزية)